# Aula Castelao de Filosofia
L'Aula Castelao de Filosofia és una associació gallega creada el 1982 per un grup de filòsofs i professors relacionats amb la filosofia amb seu a la ciutat de Pontevedra.
Els seus objectius són la renovació temàtica i metodològica en l'àmbit de l'educació i la normalització de la llengua gallega en els àmbits del coneixement i, en particular, al de la filosofia.
L'Aula Castelao organitza cada any la Setmana Gallega de Filosofia, així com reunions, congressos, jornades educatives i conferències. Els seus col·laboradors han publicat articles i llibres d'assaig de manera individual i col·lectiva.